# Reg Matthews
Reginald Derrick "Reg" Matthews (født 20. december 1933, død 7. oktober 2001) var en engelsk fodboldspiller (målmand).
I løbet af sin næsten 20 år lange karriere spillede Matthews for Coventry, Chelsea og Derby County. Han nåede at spille mere end 100 ligakampe for alle tre klubber.
Matthews spillede desuden fem kampe for Englands landshold. Han debuterede for holdet 14. april 1956 i et opgør mod Skotland.